# 360 Pułk Piechoty

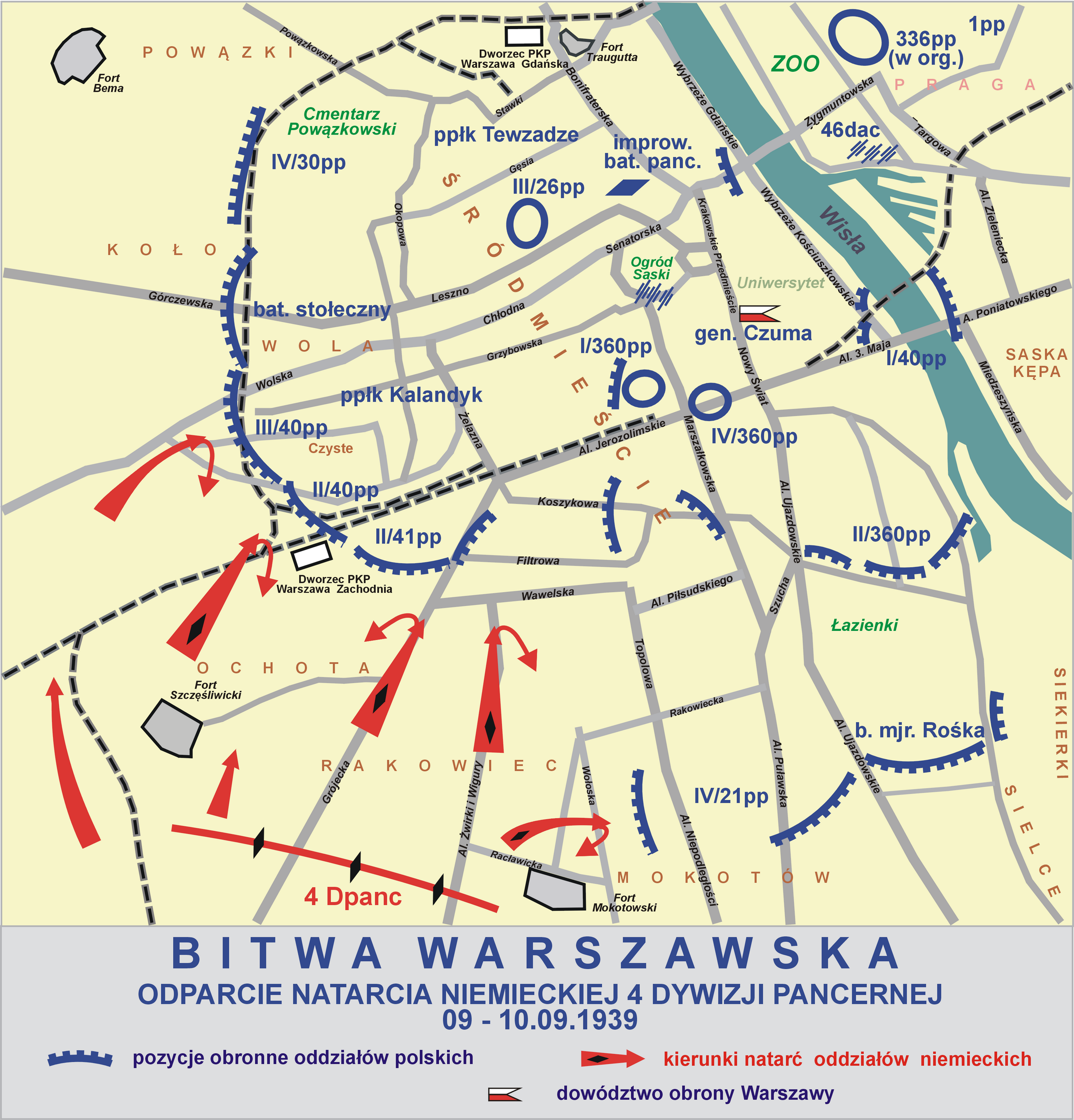

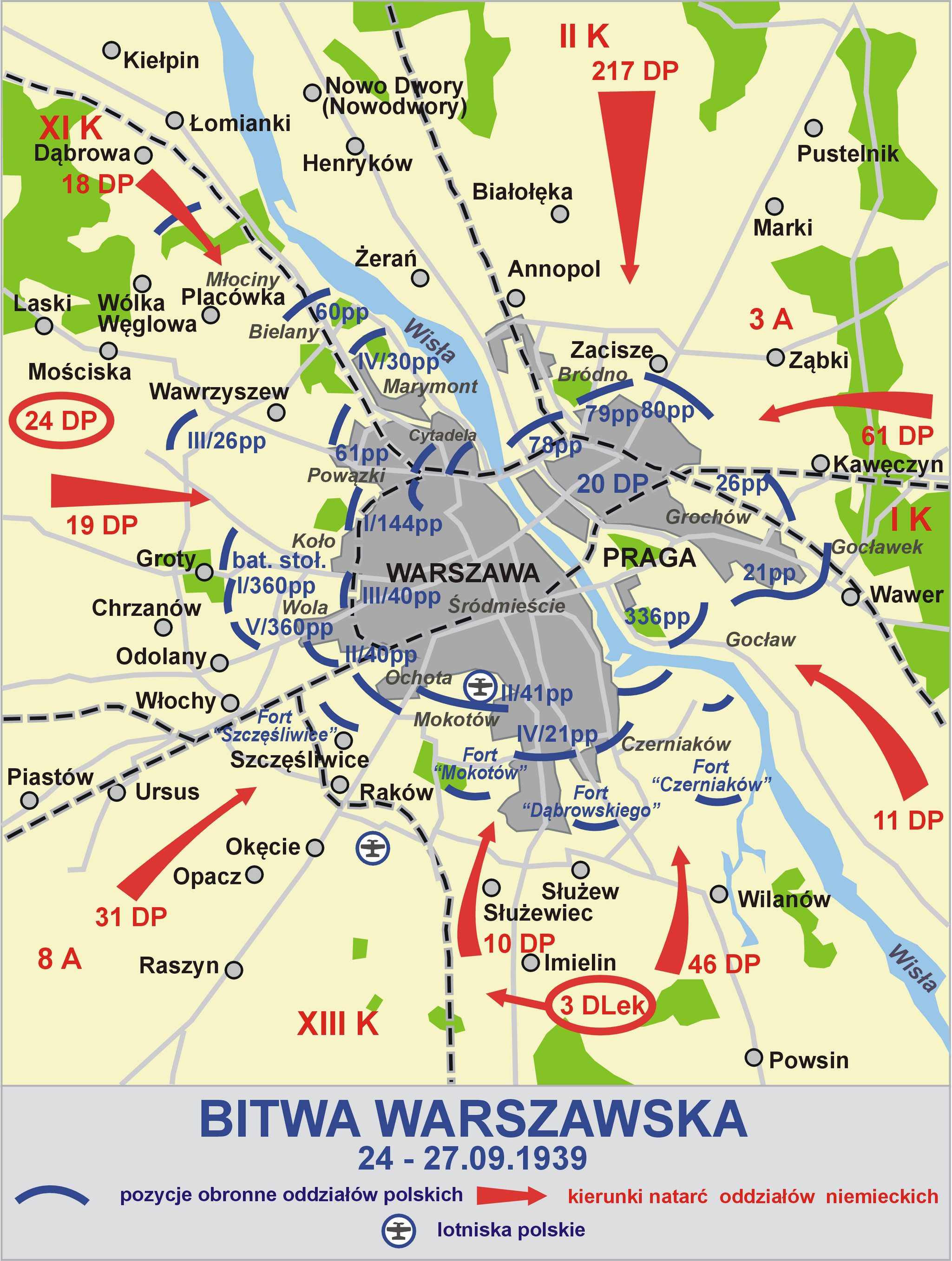

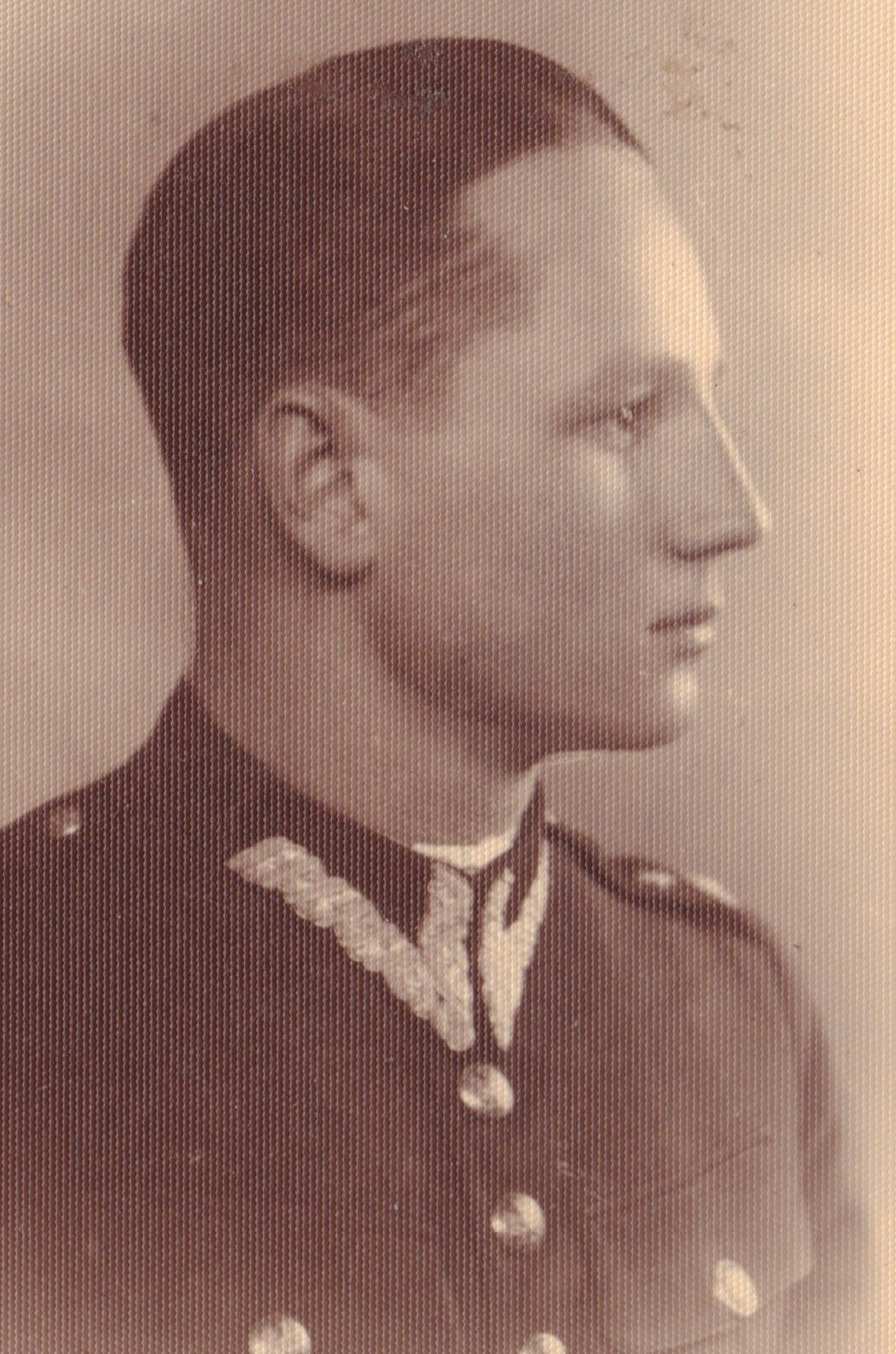
Ppor. Jan Balcerkiewicz - oficer 14 pułku piechoty, we wrześniu 1939 r. w Ośrodku Zapasowym 14 pp, następnie dowódca 4 kompanii ckm w 360 pp.

360 Pułk Piechoty (360 pp) – oddział piechoty Wojska Polskiego II RP improwizowany w trakcie kampanii wrześniowej 1939. 

## Historia pułku
360 pułk piechoty zorganizowany został w pierwszej dekadzie września 1939, w Warszawie, z nadwyżek rezerwistów i ochotników 21 pułku piechoty. Oddział liczył 3.515 żołnierzy zorganizowanych w pięciu batalionach. Jednostka walczyła w obronie Warszawy.
Początkowo pułk obsadził drugą linię obrony lewobrzeżnej części miasta. Bataliony I, II i III za Odcinkiem „Warszawa-Zachód”, a dwa pozostałe bataliony za Odcinkiem „Warszawa-Południe”. IV batalion wraz z I/40 pp tworzył odwód dowódcy Obrony Warszawy gen. Waleriana Czumy.
Po reorganizacji dowodzenia, dwa bataliony (I i III) przydzielone zostały do obrony pododcinka „Warszawa-Zachód” (Wola), natomiast dowództwo pułku, trzy bataliony (II, IV i ochotniczy) oraz pododdziały specjalne do pododcinka „Warszawa-Południe” (Mokotów). Od 10 września kolejni dowódcy 360 pp pełnili funkcję dowódcy pododcinka „Warszawa-Południe”. Pododdziały pułku broniły m.in. Fortu Chrzanów. 

## Organizacja i obsada personalna
Organizacja i obsada personalna 360 pp we wrześniu 1939 roku
Dowództwo
- dowódca pułku – ppłk Jakub Witalis Chmura († 12 IX 1939)
- dowódca pułku – ppłk dypl. Kazimierz Jan Galiński († 26 IX 1939 zmarł z ran)
- dowódca pułku – ppłk dypl. Tadeusz Władysław Daniec (od 27 IX 1939)
- zastępca dowódcy – mjr Wacław Sacewicz
- adiutant pułku – kpt. Zygmunt Hempl (ranny 12 IX 1939)
- kwatermistrz – mjr Kazimierz Gut

I batalion
- dowódca – mjr Feliks Jan Mazurkiewicz (†17.10.1945 Oflag Dössel)
- adiutant batalionu – por. rez. Tadeusz Starzecki
- dowódca 1 kompanii strzeleckiej – ppor. Zygmunt Tietz
- dowódca 2 kompanii strzeleckiej – ppor. Franciszek Karaś (18 IX 1939 kontuzjowany)
- dowódca 2 kompanii strzeleckiej – ppor. Wincenty Kłyszewski (od 18 IX 1939)
- dowódca 3 kompanii strzeleckiej – ppor. Tomasz Kręcki
- dowódca 1 kompanii ckm – ppor. Kazimierz Łukaszewicz

II batalion
- dowódca batalionu – kpt. Marian Masternak (12 IX 1939 ciężko ranny)
- dowódca batalionu – mjr Władysław Feliks Kański (od 16 IX 1939)
- adiutant batalionu – ppor. rez. Józef Ostrowski
- dowódca 1 kompanii strzeleckiej – ppor. Czesław Chamerski
- dowódca 2 kompanii strzeleckiej – ppor. Julian Felicjan Chwalibóg Wereszczyński
- dowódca 3 kompanii strzeleckiej – kpt. st. sp. Tadeusz Józef Mąkowski
- dowódca plutonu ckm – ppor. Alojzy Bekier[3]

III batalion
- dowódca batalionu – mjr Str. Gran. Wacław Niedzielski
- adiutant batalionu – ppor. rez. kaw. Józef Janocha
- dowódca 1 kompanii strzeleckiej – ppor. Jan Stefan Cymbalista (+25 IX 1939)
- dowódca 2 kompanii strzeleckiej – kpt. st. sp. Stefan Szyja
- dowódca 3 kompanii strzeleckiej – kpt. Augustyn Mieczysław Lewkowicz
- dowódca 1 kompanii ckm – ppor. Stanisław Konrad Dąbrowski

IV batalion
- dowódca batalionu – mjr Stefan Łukowicz (12 IX 1939 ranny)
- dowódca batalionu – mjr st. sp. Stanisław Piękoś (od 12 IX 1939)
- dowódca 1 kompanii – por. Str. Gran. Paweł Czerkies († 28 IX 1939 zmarł z ran)
- dowódca 4 kompanii ckm – ppor. Jan Wojciech Balcerkiewicz[3]

Batalion Ochotniczy im. Ordona
- dowódca – por. rez. Wacław Trzetrzewiński
- dowódca 1 kompanii – por. rez. Stefan Górski
- dowódca 2 kompanii – ppor. rez. Janusz Brzeziński
- dowódca 3 kompanii – por. rez. Jan Pietrzyk

kompania kolarzy
- dowódca – kpt. Str. Gran. Witold Marian Chotkowski († 10 IX 1939 poległ)

kompania ciężkich karabinów maszynowych przeciwlotniczych
- dowódca – ppor. rez. Michał Adam Kinczel

- dowódca plutonu pionierów – por. st. sp. Marcin Stępkowski

Żołnierzem 360 pp był m.in. Janusz Kusociński.